# Torre del Ciprer
La Torre del Ciprer és una torre de defensa situada en el camí de la platja de Sant Joan, a Alacant. Va ser declarada Bé d'Interès Cultural en 1997.

## Història i descripció
La torre i el caseriu van ser aixecats entre els segles xvi i xvii; l'ermita, que abans estava davant de la casa, es va construir el 1661. Al voltant de 1980 es va enderrocar la casa, conservant en l'actualitat únicament la torre i l'ermita, que són de propietat privada i es troben abandonades.
La torre és de planta rectangular i mesura 4,50 x 6 metres; es compon de quatre nivells i està construïda totalment amb carreués de bona factura. Per la seva banda, l'ermita també és de planta rectangular, amb unes mesures de 4 x 8 m, és d'una única nau amb porta en el nord oberta amb un arc de mig punt amb dovelles de pedra picada, mentre que la resta de la fàbrica és de paredat.